# Kam Art
Kam Art (КамАрт) — международный симпозиум художников в Приднестровье.

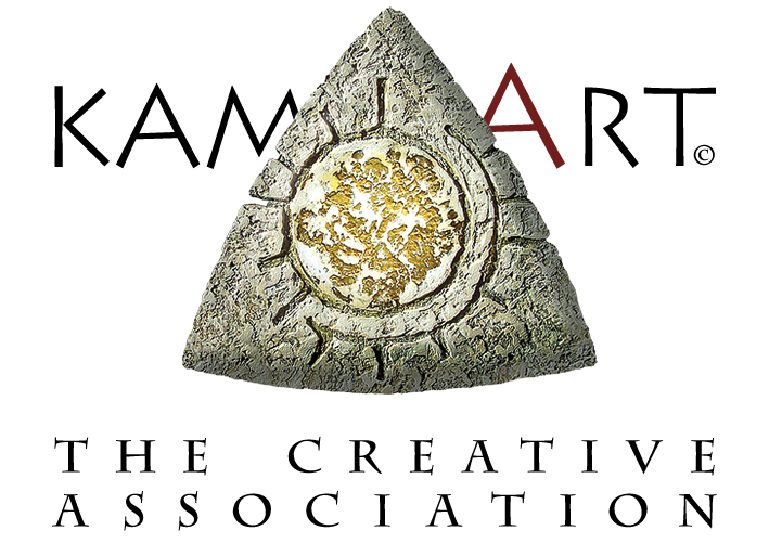
Логотип международного симпозиума художников в Приднестровье Kam Art

Название Международного творческого проекта «КамАрт» — было продиктовано желанием авторов донести скрытый, сокровенный смысл труда художника. Первая часть слова — «Кам» происходит от архаичного «камлания» — ритуального вызывания духа древними шаманами, вторая — современное «Арт», это — «искусство». «КамАрт — Дух искусства» — сакральное пространство, среда общения человека с высшим миром творчества.
Открытие «Кam Аrt» традиционно происходит 14 октября — дня Покрова Пресвятой Богородицы, в одном из городов Приднестровья. Закрытие приурочено ко дню святого Луки — 31 октября, на творческой базе в Каменском санатории «Днестр».

## Авторы и организаторы

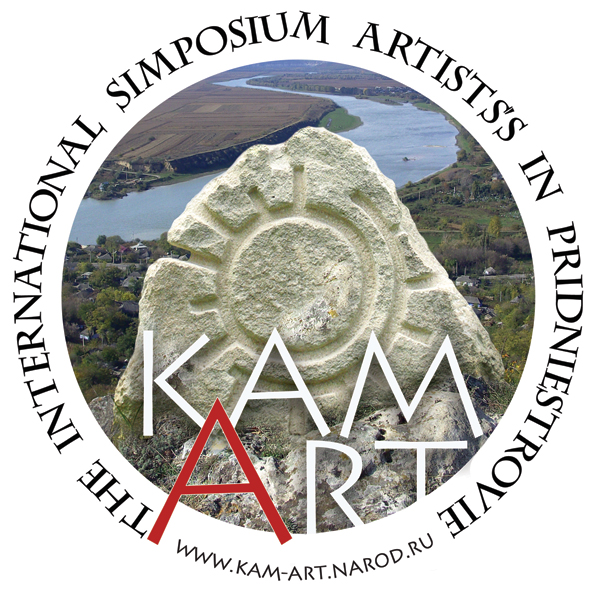
Эмблема симпозиума КамАрт

Вице-президент Международной Ассоциации работников культуры и искусства — Ю. И. Салко
Председатель Каменского товарищества украинской культуры им. Т. Г. Шевченко — В. П. Стасишена
Член Международной Ассоциации работников культуры и искусства — А. А. Салко
Член Международной Ассоциации работников культуры и искусства — Г. Султан

## История
Первое заседание Творческого объединения художников «КамАрт» состоялось в сентябре 2005 года в Приднестровье, в составе народного художника Украины, скульптора Василия Фещенко, председателя Каменского товарищества украинской культуры им. Т. Г. Шевченко, Заслуженного работника культуры ПМР художника Николая Стасишена, Заслуженного художника Приднестровья, советника МИД ПМР Юрия Салко, члена Международного объединения кинематографистов славянских и православных народов, Заслуженного деятеля искусств ПМР Валентины Стасишеной. Поводом послужила, обнаруженная в архивах, статья Н. Писаревича в газете «Красная Бессарабия» № 10(112) за октябрь 1936 года: «В санаторий имени Постышева в Каменке прибыла бригада украинских художников в составе профессоров живописи Шовкуненко, Черкасского, художников Пустосвита, Хворостецкого, Шапошникова и скульптора Фридмана. Бригада разместилась в помещении санатория, где ей отведен зал с балконом. Художники выполняют задание украинского правительства и ЦК КП(б)У — отразить в картинах и скульптуре цветущую Молдавию. В санаторий в Каменке съезжаются для позирования художникам лучшие люди Молдавии — орденоносцы, стахановцы социалистических полей…».

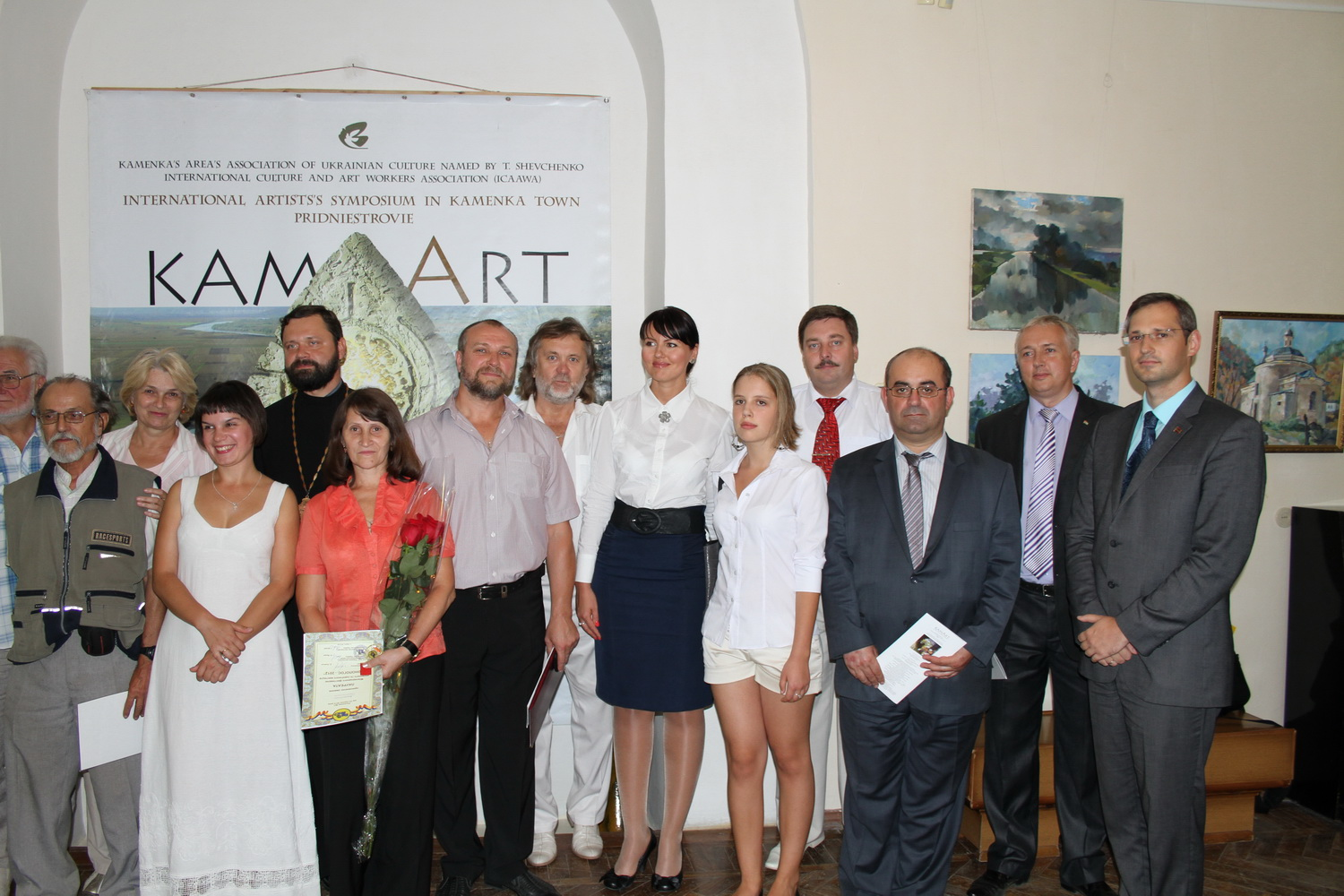
Открытие выставки «КамАрт» в Республиканской картинной галерее им. Лосева (2012)

В ознаменование этого первого симпозиума художников «Молдавия в картинах и скульптуре», Творческим объединением двух общественных организаций, было принято решение возобновить практику коллективного труда художников на Приднестровской земле после семидесятилетнего перерыва.
31 октября 2006 года, в День Апостола и евангелиста Луки — покровителя художников и лекарей, при содействии Министерства иностранных дел ПМР и администрации каменского санатория «Днестр», был торжественно открыт первый православный форум «КамАрт».

«Дай Бог, чтобы ваши творения получали все большую признательность, не забывались, а ваши имена, хоть в какой-то степени, были соизмеримы с масштабом и величиной, которой является Апостол Лука»— Епископ Тираспольский и Дубоссарский Юстиниан, 2005 год
Небесным покровителем «КамАрт» считается Апостол Лука.
По решению организаторов, каждый проходивший творческий форум был приурочен к важным историческим датам: 125-летию со дня рождения всемирно известного тираспольского художника Михаила Ларионова, 215-летию города Тирасполя, 600-летию города Бендеры, 605-летию села Рашков, 400-летию города Каменка.

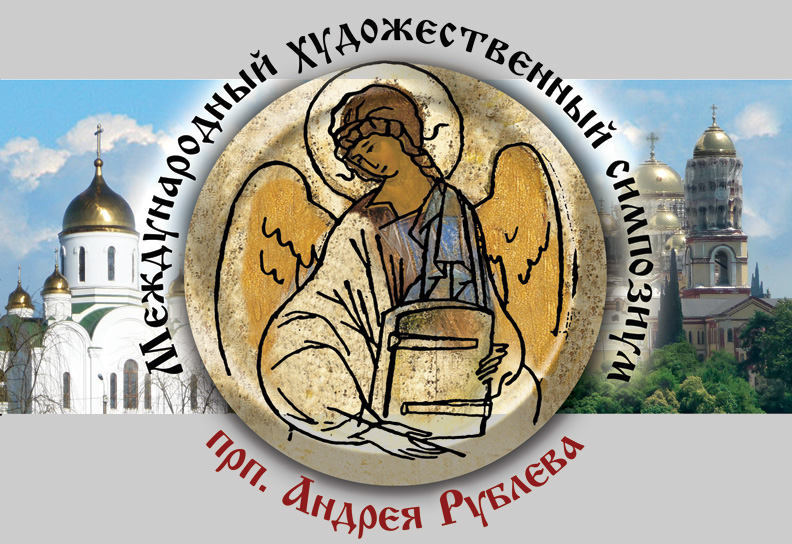
Международный художественный симпозиум прп. Андрея Рублева

В составе проекта Пасхальные выставки «Живоносный источник» и «Радуница — памяти ушедших художников», «Дети войны», «Проповедь в красках», «Покровский вернисаж — ко Дню столицы Приднестровья», «Ко Дню города Рыбница», «Зимний вернисаж в галерее МИД ПМР», паломнический симпозиум имени Преподобного Андрея Рублева в Абхазии, России, Украине, благотворительные акции для детей, интернатов, детских домов, школ и мест заключения Приднестровья, паломнические поездки для художников, концерты духовной музыки.
С 1 по 4 октября 2013 года совместно с Представительством Республики Абхазия в Приднестровье прошла выставка произведений искусства «КамАрт — путешествие в Страну Души», приуроченную к 20-летию Победы народа Абхазии в Отечественной войне. В апреле 2015 года была проведена пасхальная выставка, которая приурочена к 10-летию проекта «Кам Арт» и 25-летию образования ПМР. Всего продемонстрировано было около 100 произведений живописи, графики, декоративно-прикладного искусства, созданных за 10 лет на международных симпозиумах 58-ю художниками из Приднестровья, России, Болгарии, Польши, Израиля, Румынии, Белоруссии, Украины, Молдовы и Гагаузии.

### Достижения и награды
Создана уникальная галерея монументальных скульптур под открытым небом. Более 20 произведений искусства безвозмездно передано Государственным картинным галереям, а также организациям и меценатам, оказавшим поддержку проекту.
По итогам симпозиумов выпущены рекламные красочные буклеты, перекидные календари.
Снято восемь документальных фильмов, удостоенных звания «Лауреата» и отмеченных специальным Призом «Культурное наследие» на Международном конкурсе «Кинологос». В Москве симпозиум награждён Медалью «За уважение к истории Родины» в рамках проекта «Аллея Российской Славы».
На Международном конкурсе Причерноморской Академии языковых технологий и коммуникаций этносов в номинации «На виду у всего света» проект удостоен звания «Проект пятилетия» на Украине, в Приднестровье — Почетным Знаком МИД ПМР «За вклад в развитие международных связей».
Имя одного из организаторов занесено в престижную европейскую энциклопедию 100 признанных художников «Who’s Ho in visual art» в Германии.

«Благодаря активной работе Международной ассоциации художников „КАМ АRТ“, прекрасную душу Приднестровской земли, запечатлённую на полотнах, увидели не только в странах постсоветского пространства, но и далеко за рубежом. …Это дипломатия особого порядка без границ и фальши. Многолетнее сотрудничество Министерства иностранных дел ПМР и Ассоциации художников „КАМ АRТ“ даёт практические результаты не только в области искусства, но и в политической плоскости»— Министр иностранных дел Приднестровья Н.В. Штански, 2012 год
В 2013 году проект получил медаль «За труды в просвещении» в России, медаль Международного кинофестиваля «Кинологос» на Украине и грамоту Министерства культуры Украины.

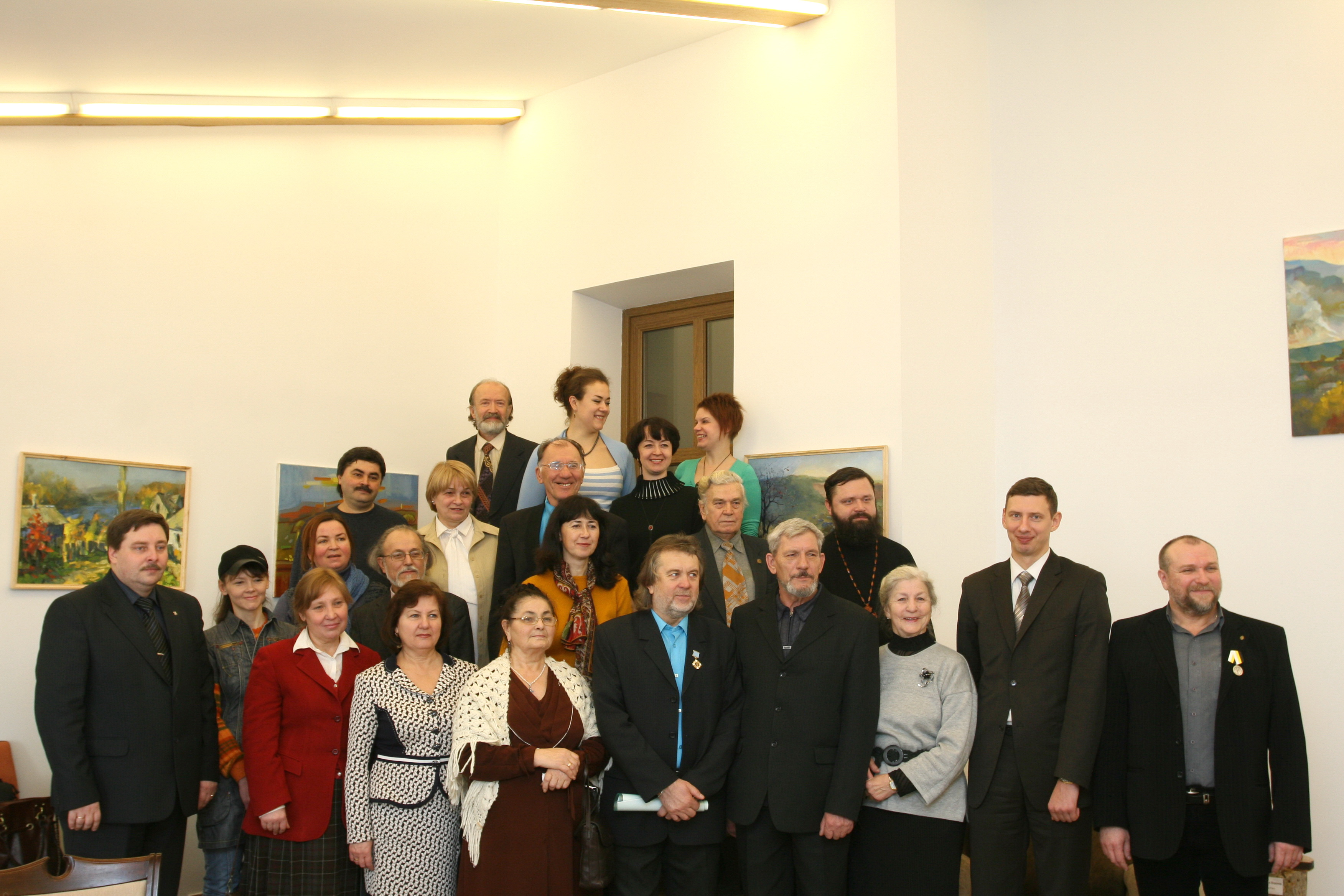
Открытие зимнего вернисажа в МИД ПМР (2014 год)

В 2024 году прошел международный пленэр в Кицканском монастыре.

## Основные цели
- пропаганда нравственно-духовных приоритетов в развитии гражданского общества;
- популяризация Приднестровья, как открытой, гуманной страны;
- продвижение положительного образа Приднестровья и России в мире;
- расширение творческих и духовных связей с соотечественниками, живущими в различных странах мира;
- привлечение к проблемам экологии природы и души;
- доказать, что в Приднестровье взаимное понимание среди представителей разных культур и наций, независимо от расы, пола или мировосприятия является самым главным.

## Основные задачи
- дальнейшее цивилизованное вхождение ПМР в мировое культурное пространство;
- представление страны, как мирной многонациональной державы, налаживающей новые международные связи и не теряющей нитей с духовным и историческим прошлым;
- возрождение традиций неформального общения художников разных стран под девизом «Через культуру — к миру и согласию»;
- обмен идеями и передача опыта юными художниками;
- ознакомление с богатством историко-культурного и духовного наследия стран-участниц;
- установление крепких долгосрочных культурных связей с творческими союзами  России,  Украины,  Абхазии, Осетии,  Гагаузии,  Польши и др.;
- открытие новых имен, вносящих достойный вклад в сохранение и развитие изобразительного искусства, укрепление мира, взаимоуважения и доверия между людьми и народами;
- сохранение традиционных и развитие новых форм творческой деятельности, базирующихся на принципах открытости, миролюбия и доверия.

## Участники
Россия: Анопова Валентина, Конюхов Фёдор, Анопов Дмитрий, Логунова Марина, Христенко Светлана, Ческидова Ольга, Ческидова Ольга (мл.);
 Украина: Гапьяк Иван, Крыжановский Николай, Рожик Виталий, Фещенко Василий, Корж-Радько Людмила, Корж Богдан, Кикта Роман, Салко Иван, Алёшкина Дарья, Алёшкин Алексей, Кабаченко Владимир, Довгань Михаил, Франчук Валерий, Чулко Николай, Гринюк Леонтий, Ущаповский Фёдор, Довгань Сергей, Довгань Олег, Ткачук Сергей, Бабюк Всеволод, Малик Алексей, Дрига Сергей, Рыжий Василий, Колтановская Валентина, Кравченко Ирина;
 Польша: Вайрах Ян, Борч Анна;
 Румыния: Михаилеску Татьяна;
 Болгария: Даскалов Стойко, Телалим Александр ;
 Молдавия: Дробаха Александр, Сербинова Мария, Шух Ирина, Иванчук Василий, Мудрак Лидия, Паламарчук Вадим, Герман Петр; Купавых Сергей, Савастин Дмитрий, Унгуряну Ольга, Кара Дмитрий, Ангельчев Родион, Айогло Дмитрий, Голубицкая Светлана;
 Беларусь: Миньков Александр, Сафонова Людмила, Воробьев Андрей, Засимович Игорь, Пешкун Василий, Сурков Александр, Тимашов Василий, Пирогова Полина;
 Израиль: Каплан Лилия;
 Италия: Пержан Анна;
 Приднестровье: Березовский Николай, Зыков Геннадий, Зимин Николай, Мариян Мария, Попова Татьяна, Салко Юрий, Султан Григорий, Салко Алла, Страсевич Наталья, Скоробагатый Владимир, Стасишена Валентина, Коробкин Денис, Гораш Майя, Завьялов Виктор, Завьялова Нина, Стасишен Николай, Тюмин Валентин, Радованов Виктор, Руденко Михаил, Рудяга Василий, Шума Владимир, Шума Татьяна, Галанин Владимир, Панов Сергей, Стасишен Николай, Иванова Олеся, Черевков Анатолий, Иванов Владимир, Постойкин Виктор, Пушкаш Дмитрий, Дондис Валентин, Кирка Людмила, Кожухарь Светлана, Руденко Ольга, Твердохлебова Валерия.

## В филателии
6 ноября 2015 года состоялось специальное гашение почтовых марок ПМР, посвященных проведению X Международного симпозиума художников «KamArt». Тираж блока и малого листа составил по 600 штук.
В июне 2025 года были выпущены почтовые Марки Приднестровья «20 лет КамАрт».

## Публикации
- Министерство иностранных дел ПМР. Этюды Приднестровья. — Тирасполь, 2013.[24].
- Новая деревня. 46 выпуск // Покровский вернисаж. — 2017.